# Premi LUX del Parlament Europeu
El Premi LUX és un guardó cinematogràfic establert pel Parlament Europeu, en el qual els diputats guardonen aquelles pel·lícules que il·lustren la universalitat dels valors europeus, la diversitat de la cultura europea o tracten sobre el procés de construcció de la Unió Europea.
El premi inclou el finançament del subtitulat de la pel·lícula en les 23 llengües oficials de la Unió Europea i l'idioma original serà adaptat a les persones sordes i amb dificultats auditives.

## Estatueta
L'estatueta que representa el premi és un rotllo de pel·lícula cinematogràfica que forma una Torre de Babel, com a símbol del multilingüisme i la diversitat cultural, reunides en el mateix lloc i amb un sol objectiu.

## Història[3]
La seua primera edició va ser en el 2007 i es va lliurar en una cerimònia a la seua seu d'Estrasburg el 8 de desembre a la pel·lícula germano-turca De l'altre costat del director Fatih Akin.
En el 2008, el Premi es va adjudicar a la pel·lícula belga Le silence de Lorna (El silenci de Lorna), dirigida pels germans Jean-Pierre i Luc Dardenne.
En el 2009, el Premi li va correspondre a la pel·lícula francesa Welcome, del director Philippe Lioret.
El Premi LUX 2010 va ser concedit a la pel·lícula alemanya Die Fremde, de la directora austríaca Lleig Aladag. El llargmetratge tracta el tema dels crims d'honor i està nominat als premis Oscar 2011.
2011 va ser l'any de la pel·lícula francesa Les neiges du Kilimandjaro (Les neus del Kilimanjaro), dirigida per Robert Guédiguian.

## Premiats i nominats
| Any  | Títol en anglés              | Títol original                | Director                              | Nacionalitat del Director (en el moment de realitzar-se) |
| ---- | ---------------------------- | ----------------------------- | ------------------------------------- | -------------------------------------------------------- |
| 2007 | The Edge of Heaven           | Auf der anderen Seite         | Fatih Akın                            | Alemanya                                                 |
| 2007 | 4 Months, 3 Weeks and 2 Days | 4 luni, 3 săptămâni şi 2 zile | Cristian Mungiu                       | Romania                                                  |
| 2007 | Belle Toujours               | Belle Toujours                | Manoel de Oliveira                    | Portugal                                                 |
| 2008 | Lorna's Silence              | Le Silence de Lorna           | Jean-Pierre Dardenne and Luc Dardenne | Bèlgica                                                  |
| 2008 | Delta                        | Delta                         | Kornél Mundruczó                      | Hongria                                                  |
| 2008 | Citizen Havel                | Občan Havel                   | Miroslav Janek and Pavel Koutecký     | Txèquia                                                  |
| 2009 | Welcome                      | Welcome                       | Philippe Lioret                       | França                                                   |
| 2009 | Eastern Plays                | Източни пиеси                 | Kamen Kalev                           | Bulgària                                                 |
| 2009 | Storm                        | Sturm                         | Hans-Christian Schmid                 | Alemanya                                                 |
| 2010 | When We Leave                | Die Fremde                    | Feo Aladag                            | Àustria                                                  |
| 2010 | Akadimia Platonos            | Akadimia Platonos             | Filippos Tsitos                       | Grècia                                                   |
| 2010 | Illégal                      | Illégal                       | Olivier Masset-Depasse                | Bèlgica                                                  |
| 2011 | The Snows of Kilimanjaro     | Les Neiges du Kilimandjaro    | Robert Guédiguian                     | França                                                   |
| 2011 | Attenberg                    | Attenberg                     | Athina Rachel Tsangari                | Grècia                                                   |
| 2011 | Play                         | Play                          | Ruben Östlund                         | Suècia                                                   |
| 2012 | Shun Li and the Poet         | Io sono Li                    | Andrea Segre                          | Itàlia                                                   |
| 2012 | Just the Wind                | Csak a szél                   | Benedek Fliegauf                      | Hongria                                                  |
| 2012 | Tabu                         | Tabu                          | Miguel Gomes                          | Portugal                                                 |
| 2013 | The Broken Circle Breakdown  | The Broken Circle Breakdown   | Felix Van Groeningen                  | Bèlgica                                                  |
| 2013 | Miele                        | Miele                         | Valeria Golino                        | Itàlia                                                   |
| 2013 | The Selfish Giant            | The Selfish Giant             | Clio Barnard                          | Regne Unit                                               |
| 2014 | Ida                          | Ida                           | Paweł Pawlikowski                     | Polònia                                                  |
| 2014 | Class Enemy                  | Razredni sovražnik            | Rok Biček                             | Eslovènia                                                |
| 2014 | Girlhood                     | Bande de filles               | Céline Sciamma                        | França                                                   |
| 2015 | Mustang                      | Mustang                       | Deniz Gamze Ergüven                   | Turquia                                                  |
| 2015 | Mediterranea                 | Mediterranea                  | Jonas Carpignano                      | Itàlia                                                   |
| 2015 | The Lesson                   | Urok                          | Kristina Grozeva and Petar Valchanov  | Bulgària                                                 |
| 2016 | Toni Erdmann                 | Toni Erdmann                  | Maren Ade                             | Alemanya                                                 |
| 2016 | As I Open My Eyes            | À Peine J'Ouvre Les Yeux      | Leyla Bouzid                          | Tunísia                                                  |
| 2016 | My Life as a Courgette       | Ma Vie de Courgette           | Claude Barras                         | Civil Ensign of Switzerland.svg                          |
| 2017 | Sami Blood                   | Sameblod                      | Amanda Kernell                        | Suècia                                                   |
| 2017 | BPM (Beats per Minute)       | 120 battements par minute     | Robin Campillo                        | França                                                   |
| 2017 | Western                      | Western                       | Valeska Grisebach                     | Alemanya                                                 |